# Leinster House
Leinster House (gaèlic irlandès Teach Laighean) és la seu de l'Oireachtas, el parlament nacional de la República d'Irlanda.
Leinster House fou originàriament el palau dels Ducs de Leinster. Des de 1922 és un complex d'edificis, del qual l'antic palau ducal és el nucli, que allotja l'Oireachtas Éireann, els seus membres i servei. La part més recognoscible del complex, i la "cara pública" de Leinster House, continua sent l'antic palau ducal al nucli del complex.

## El palau ducal
Leinster House va ser la primera residència ducal a Dublín del duc de Leinster, i des de 1922 va servir com la seu del Parlament de l'Estat Lliure d'Irlanda, predecessor de l'Estat irlandès modern, davant el qual va funcionar com la seu de la Royal Dublin Society.
La societat organitza els famosos Dublin Spring Show i Dublin Horse Shows Leinster Lawn, davant Merrion Square. L'edifici és el punt de trobada del Dáil Éireann i del Seanad Éireann, les dues cases de l'Oireachtas, i com a tal, el terme 'Leinster House' s'ha convertit en una metonímia de l'activitat política irlandesa.

## Des de casa d'un parlamentari a la casa d'un parlament
Durant segles el Parlament d'Irlanda s'havia reunit en una sèrie de llocs, sobretot a les cambres del parlament irlandès a College Green, al costat de Trinity College (Dublín). El seu parlament medieval consistia en dues Cambres, una Cambra dels Comuns i una Cambra dels Lords. El parell sènior d'Irlanda, el comte de Kildare, tenia un escó als Lords. Igual que tots els aristòcrates de l'època, per la durada de les sessions socials i sessions parlamentàries, ell i la seva família residia en la residència de Dublín. (Per a la resta de l'any utilitzava una sèrie de residències de camp, en particular Frescati House de Blackrock.)

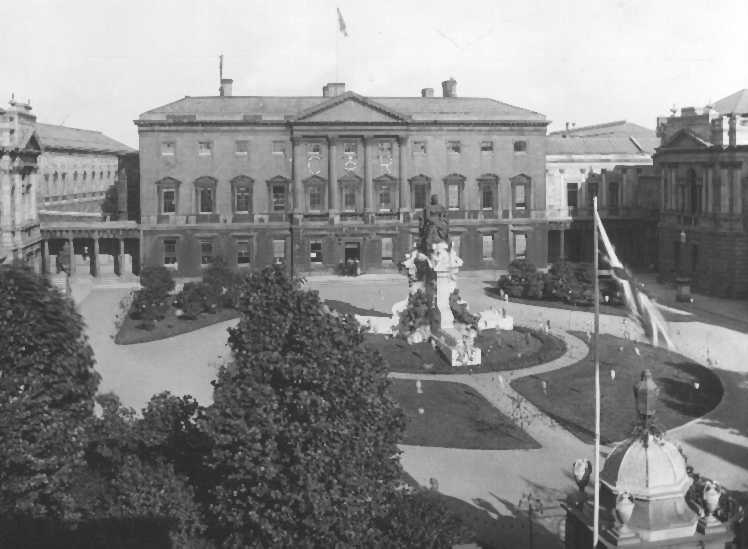
Leinster House en 1911, decorada per la visita del rei Jordi V.
L'estàtua de la reina Victòria al pati es va retirar el 1947. Aquesta vista mostra el palau ducal original al cor del compelx d'edificis.

Des de finals del segle xviii Leinster House (aleshores anomenada Kildare House) era la residència oficial del comte a Dublín. Quan fou construïda per primer cop en 1745–48 per James FitzGerald, comte de Kildare, estava situada a la poc agraciada i aïllada part meridional de la ciutat, lluny dels principals llocs de residència de l'aristocràcia, és a dir Rutland Square (ara Parnell Square) i Mountjoy Square. El comte va predir que d'altares el seguirien; en les següents dècades Merrion Square i Fitzwilliam Square esdevingueren els principals llocs de residència de l'aristocràcia, i moltes de les residències de l'aristocràcia al Northside es van vendre. (Van acabar com a tuguris.) L'edifici mateix fou dissenyat per l'aclamat arquitecte Richard Cassels.
En la història de les residències aristocràtiques a Dublín, cap altra mansió acompanyà Kildare House en la seva grandària o condició. Quan el comte fou consagrat com a primer duc de Leinster en 1766, la residència de Dublín de la família fou rebatejada com a Leinster House. El seu primer i segon pis es van utilitzar com a model de pis per a la Casa Blanca pel seu arquitecte irlandès, mentre que la casa en si va ser utilitzada com a model per l'original de pedra de tall exterior de la Casa Blanca.
Un famós membre de la família que de tant en tant residia a Leinster House va ser lord Edward FitzGerald, qui es va involucrar amb el nacionalisme irlandès durant la rebel·lió de 1798 i que li va costar la vida. Amb l'aprovació de l'Acta d'Unió en 1800, Irlanda va deixar de tenir el seu propi parlament. Sense una Cambra dels Lords per assistir-hi, un creixent nombre d'aristòcrates van deixar de viure a Dublín i hi van vendre la seva residència a Dublín i en molts casos van comprar residències a Londres, on es reunia el nou parlament.

## Seu de la RDS 1815–1922
El 3r Duc de Leinster va vendre Leinster House en 1815 a la Royal Dublin Society. A finals del segle xix s'hi van afegir dues ales, que seran les seus de la Biblioteca Nacional d'Irlanda i del Museu Nacional d'Irlanda. El Museu d'Història Natural, va ser construït en el lloc. Part d'aquest pla pretenia revestir la casa en pedra de Portland més atractiva i s'estendre cap a l'exterior del pòrtic (en lloc de ser adjunt). Això no es va dur a terme.

## Oireachtas des de 1922

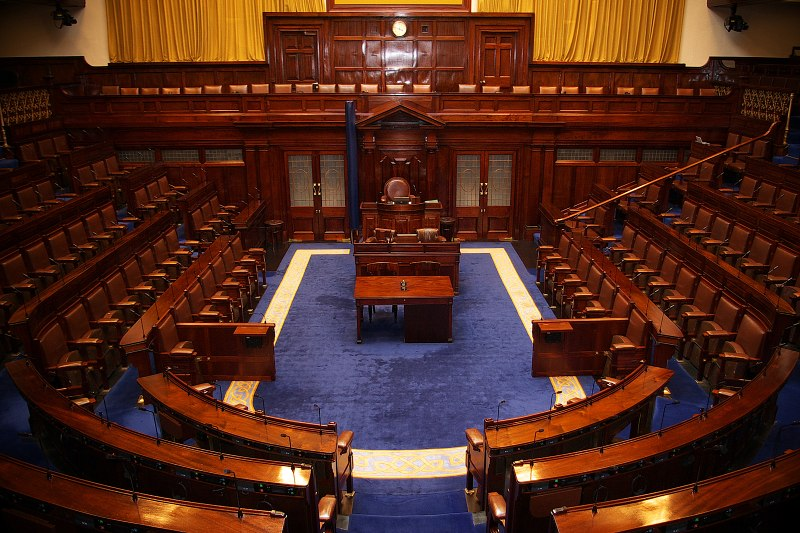
Cambra del Dáil (antic teatre de lectura de la RDS), Leinster House, 2008

El Tractat Angloirlandès de 1921 va disposar la creació d'un domini autònom irlandpes, que s'anomenarà Estat Lliure d'Irlanda. Mentre es planejava l'entrada en vigor del nou estat el govern provisional de William T. Cosgrave va buscar una seu temporal per a les reunions de la Cambra de Diputats nova (Dáil Éireann) i el Senat (Seanad Éireann). Es va pensar primer a convertir en seu parlamentària l'Hospital Reial de Kilmainham, una residència del segle xviii per a exsoldats amb extenses zones verdes. Tanmateix, ja que encara estava sota el control de l'Exèrcit britànic, que encara no se n'havia retirat, i el nou Governador General de l'Estat Lliure d'Irlanda havia de pronunciar el discurs d'obertura del Tron al parlament en unes setmanes, es va decidir contractar el principal Saló d'Actes de la RDS adjunta a Leinster House per al seu ús al desembre de 1922 com a càmera temporal del Dáil L'edifici va ser comprat a la RDS en 1924.
En 1924, a causa de limitacions financeres, s'abandonaren els plans de convertir l'Hospital Reial en casa del parlament; en comptes van comprar Leinster House com a seu provisional del Parlament. Es van crear un nou Seanad a l'antic saló de ball del duc, mentre que les ales del veí Royal College of Science foren utilitzats com a edificis governamentals. Tot el Royal College of Science sencer, que per llavors s'havia fusionat amb l'University College Dublín, des de 1990 es van convertir en edificis governamentals. Tant la Biblioteca Nacional com el Museu Nacional situats al costat de Leinster House continuen utilitzant-se com a biblioteca i un museu, i no s'uniren al complex parlamentari. Si bé sovint es van fer plans per a construir un nou parlament (es consideraren Phoenix Park i Custom House), l'Oireachtas s'ha mantingut ubicat permanentment a Leinster House.
Des de llavors s'hi han afegit una sèrie d'extensions, la més recent el 2000, per a proporcionar prou espai d'oficines per a 166 diputats, 60 senadors, membres de la premsa i la resta del personal. Entre els líders mundials que han visitat Leinster House per fer front a les sessions conjuntes dels Oireachtas hi ha els presidents dels Estats Units John F. Kennedy, Ronald Reagan i Bill Clinton, el primer ministre britànic Tony Blair, els primers ministres australians Bob Hawke, Paul Keating, John Howard i el president francès François Mitterrand.
Alguns dels monuments destaquen o han destacat al voltant de Leinster House. La seva façana de Kildare Street solia ser dominada per una gran estàtua de la reina Victoria inaugurada per Eduard VII en 1904. L'estàtua va ser anomenada "the auld bitch" (la vella gossa) i fou retirada el 1947. Va ser reconstruïda en la dècada de 1990 a Sydney, Austràlia. Enfront de la façana del jardí del costat de Merrion Square es troba un gran monument triangular commemorant tres figures fonamentals de la independència d'Irlanda, el President del Dáil Éireann Arthur Griffith, que va morir en 1922, Mícheál Ó Coileáin i Kevin O'Higgins, president del Govern Provisional i vicepresident del Consell Executiu, tots dos assassinats en 1922 i 1927 respectivament. Una altra estàtua commemora al príncep consort Albert, marit de la reina Victòria, que tenia la seva gran exposició irlandesa a Leinster Lawn en la dècada de 1850.

## Extensions

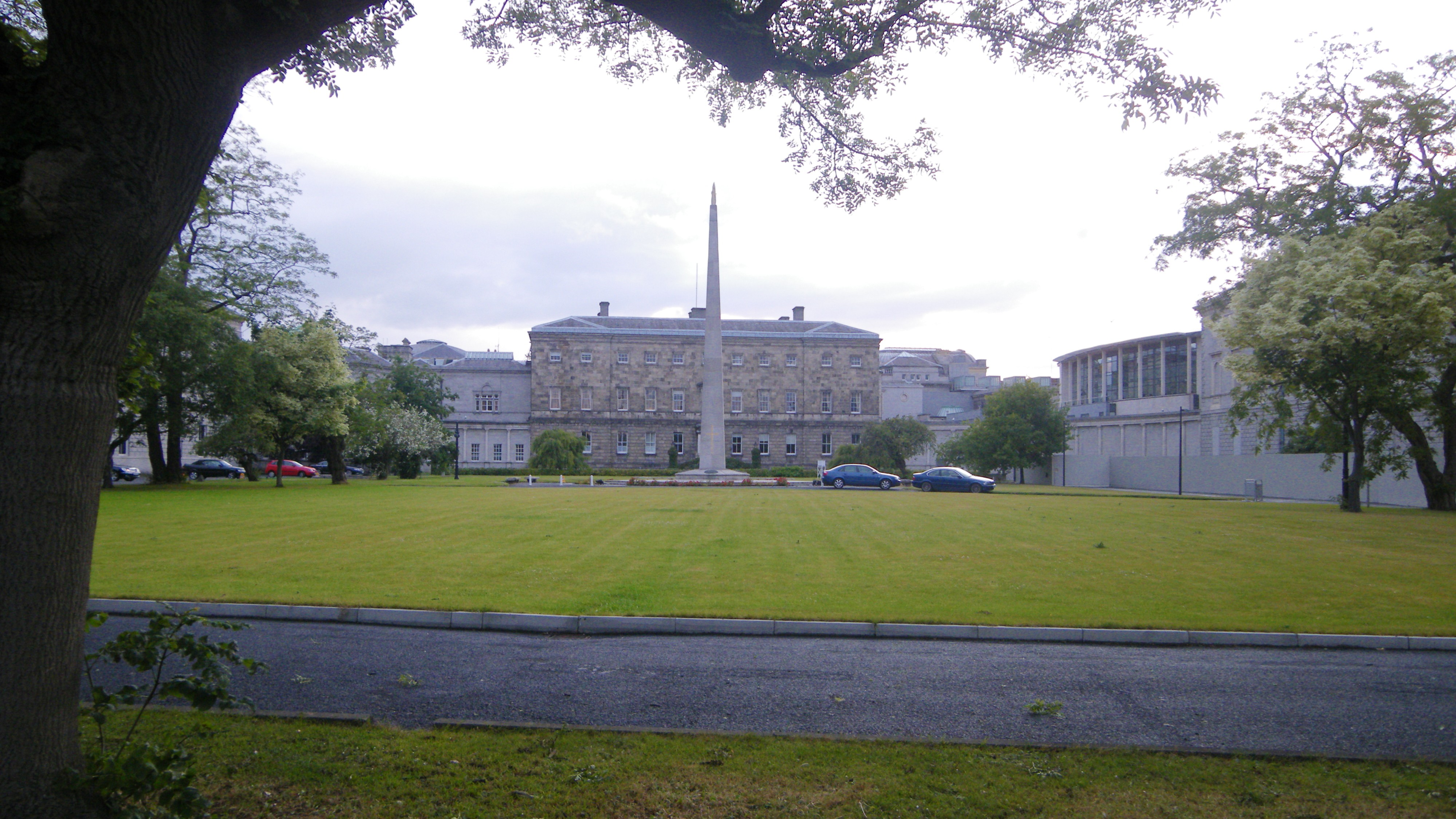

L'edifici principal ha sofert ampliacions regulars des de l'època victoriana, a través d'una important ampliació per a crear oficines per als TDs en la dècada de 1960, i la més recentment la construcció de Leinster House 2000, un nou bloc d'oficines construït al nord del palau ducal original.
Les principals extensions són :
- Les addicions victorianes al complex, que contenen la Cambra Dáil.
- Una addició de 1930 que alberga diputats i senadors del Partit Laborista.
- L'anomenat Bloc 66, un edifici d'oficines de cinc pisos que va ser construït al voltant de 1966 i que alberga els diputats i els senadors del Fine Gael.
- Leinster House 2000, construïda el 2000 i alberga a membres de tots els partits, sales de reunió i conté les suites d'oficina dels caps laboristes i de Fianna Fáil.
- Algunes oficines més moderns de Kildare Street a Kildare House
- Els pisos superiors d'Agricultura House, l'edifici del Departament d'Agricultura, que en aquests pisos alberga les oficines dels TDs i senadors independents.
- Les Oficines a Molesworth Street que s'utilitzen també per alguns membres de l'Oireachtas, en particular l'oficina dels antics taoisigh.